# Redmi 10C
Redmi 10C — смартфон бюджетного рівня суббренда Xiaomi Redmi. Позиціонується як спрощена версія Redmi 10, хоча у деяких випадках перевершує базову модель.
Більшість характеристик смартфона були випадково опубліковані у Твіттері нігерійським підрозділом Xiaomi 12 березня 2022 року, а офіційно він був представлений 21 березня 2022 року.
В Індії смартфон був представлений 17 березня 2022 року як Redmi 10 (не плутати з глобальним Redmi 10), але, на відміну від Redmi 10C, індійський Redmi 10 має більшу батарею.
20 березня 2022 року в Індії був представлений Redmi 10 Power, що є наступником Redmi 9 Power і відрізняється від індійського Redmi 10 тільки задньою панеллю і більшої кількістю пам'яті.
6 червня 2022 року ще до глобальної презентації у В'єтнамі був представлений POCO C40, що за основу бере індійський Redmi 10, але має інше оформлення задньої панелі, процесор, основну камеру та тип пам'яті.

## Дизайн

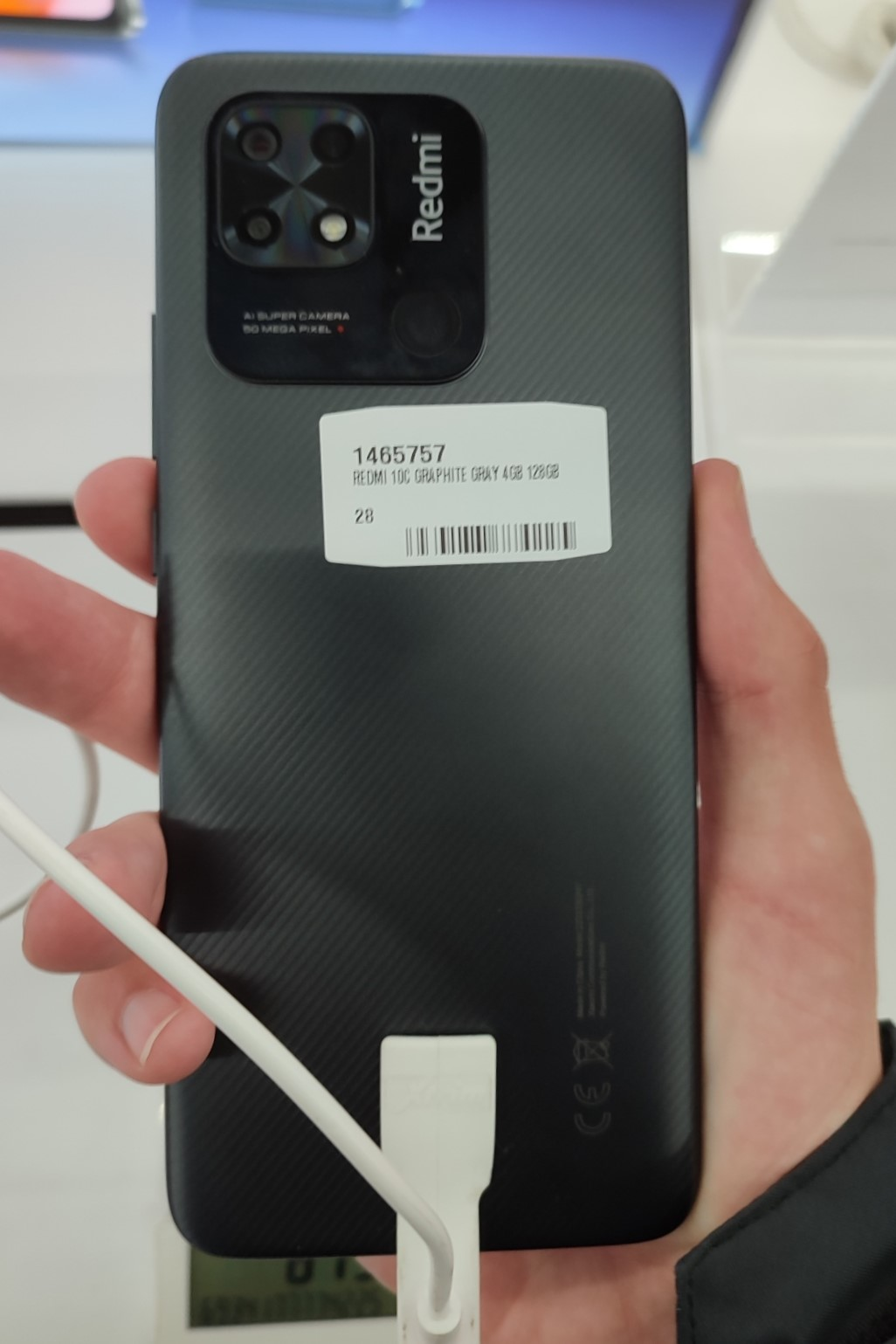
Задня частина Redmi 10C в кольорі Graphite Gray

Екран виконаний зі скла Corning Gorilla Glass 3. Корпус виконаний з матового пластику та має хвилясту фактуру в Redmi 10C та індійського Redmi 10 і шкіряну фактуру, подібну до такої у POCO M3, в Redmi 10 Power та POCO C40.
Redmi 10C, індійський Redmi 10 та 10 Power отримали модуль дизайн з квадратним блоком камери, що поєднаний зі сканером відбитків пальців. Дизайн подібний до realme narzo 50A. У POCO C40 блок камери, як і на POCO M4 Pro, розміщений на всю ширину задньої панелі.
Знизу розміщені роз'єм USB-C, динамік та мікрофон. Зверху розташований 3.5 мм аудіороз'єм. З лівого боку розташований слот під 2 SIM-картки і карту пам'яті формату microSD до 1 ТБ. З правого боку розміщені кнопки регулювання гучності та кнопка блокування смартфона. Сканер відбитків пальців розміщений на задній панелі.
Redmi 10C продається в 3 кольорах: Graphite Gray (сірий), Mint Green (зелений) та Ocean Blue (синій).
В Індії Redmi 10 продається в 3 кольорах: Midnight Black (сірий), Pacific Blue (синій) та Caribbean Green (зелений).
Redmi 10 Power продається в кольорах Power Black (чорний) та Sporty Orange (помаранчевий).
POCO C40 продається в 3 кольорах: чорний, зелений та жовтий.
| Колір | Redmi 10C     | Redmi 10 (India) | Колір | Redmi 10 Power | Колір | POCO C40    |
| Колір | Назва         | Назва            | Колір | Назва          | Колір | Назва       |
| ----- | ------------- | ---------------- | ----- | -------------- | ----- | ----------- |
|       | Graphite Gray | Midnight Black   |       | Power Black    |       | Power Black |
|       | Ocean Blue    | Pacific Blue     |       | Sporty Orange  |       | Coral Green |
|       | Mint Green    | Caribbean Green  |       |                |       | POCO Yellow |

## Технічні характеристики

### Платформа
Redmi 10C та індійський Redmi 10, на відміну від попередника, отримали потужніший, ніж у базової моделі процесор Qualcomm Snapdragon 680 та графічний процесор Adreno 610. Redmi 10 Power використовує таку ж платформу.
POCO C40 отримав процесор від JLQ JR510 та графічний процесор Mali-G57 MC1.

### Батарея
Батарея Redmi 10C отримала об'єм 5000 мА·год, а всіх інших моделей — 6000 мА·год. Всі моделі мають підтримку швидкої зарядки на 18 Вт, але в комплекті йде блок на 10 Вт.

### Камера
Redmi 10C, індійський Redmi 10 та 10 Power отримали основну подвійну камеру 50 Мп, f/1.8 (ширококутний) з фазовим автофокусом + 2 Мп, f/2.4 (сенсор глибини).
POCO C40 отримав основну подвійну камеру 13 Мп, f/2.2 ([ирококутний) з фазовим автофокусом + 2 Мп, f/2.4 (сенсор глибини).
Фронтальна камера всіх моделей отримала роздільність 5 Мп і світлосилу f/2.2 (ширококутний). Основна та фронтальна камера всіх моделей вміють записувати в роздільній здатності 1080p@30fps

### Екран
Екран IPS LCD, 6.71", HD+ (1650 × 720) зі співвідношенням сторін 20.6:9, щільністю пікселів 268 ppi та краплеподібним вирізом під фронтальну камеру.

### Пам'ять
Redmi 10C продається в комплектаціях 3/64, 4/64, 3/128 та 4/128 ГБ. В Україні офіційно доступні тільки комплектації 4/64 та 4/128 ГБ.
В Індії Redmi 10 продається в комплектаціях 4/64 та 6/128 ГБ.
Redmi 10 Power продається в комплектації 8/128 ГБ.
POCO C40 продається в комплектаціях 3/32 та 4/64 ГБ.
В POCO C40 використовується тип сховища eMMC 5.1, коли в інших моделей — UFS 2.2.

### Програмне забезпечення
Redmi 10C, індійський Redmi 10 та Redmi 10 Power випущені на MIUI 13, а POCO C40 — на MIUI 13 для POCO. Обидві оболонки на базі Android 11. Redmi 10C, індійський 10 та 10 Power були оновлені до MIUI 14 на базі Android 13.